# Hofwerk
Hofwerk was in Nederland een buitenplaats langs de rivier de Vecht die lag tussen de dorpen Breukelen en Nieuwersluis.
Het huis werd gebouwd in het laatste kwart van de 17e eeuw en was gelegen bij het nog bestaande Vechtvliet. Het hoofdgebouw is gaandeweg de 18e eeuw fors vergroot door de aanbouw van twee zijvleugels. Rond 1900 is Hofwerk door brand verwoest.
Een der bewoners was Pieter Hendrik Reynst, onder meer werkzaam als officier voor de Admiraliteit van Amsterdam. 